# 샤토시농 (빌)

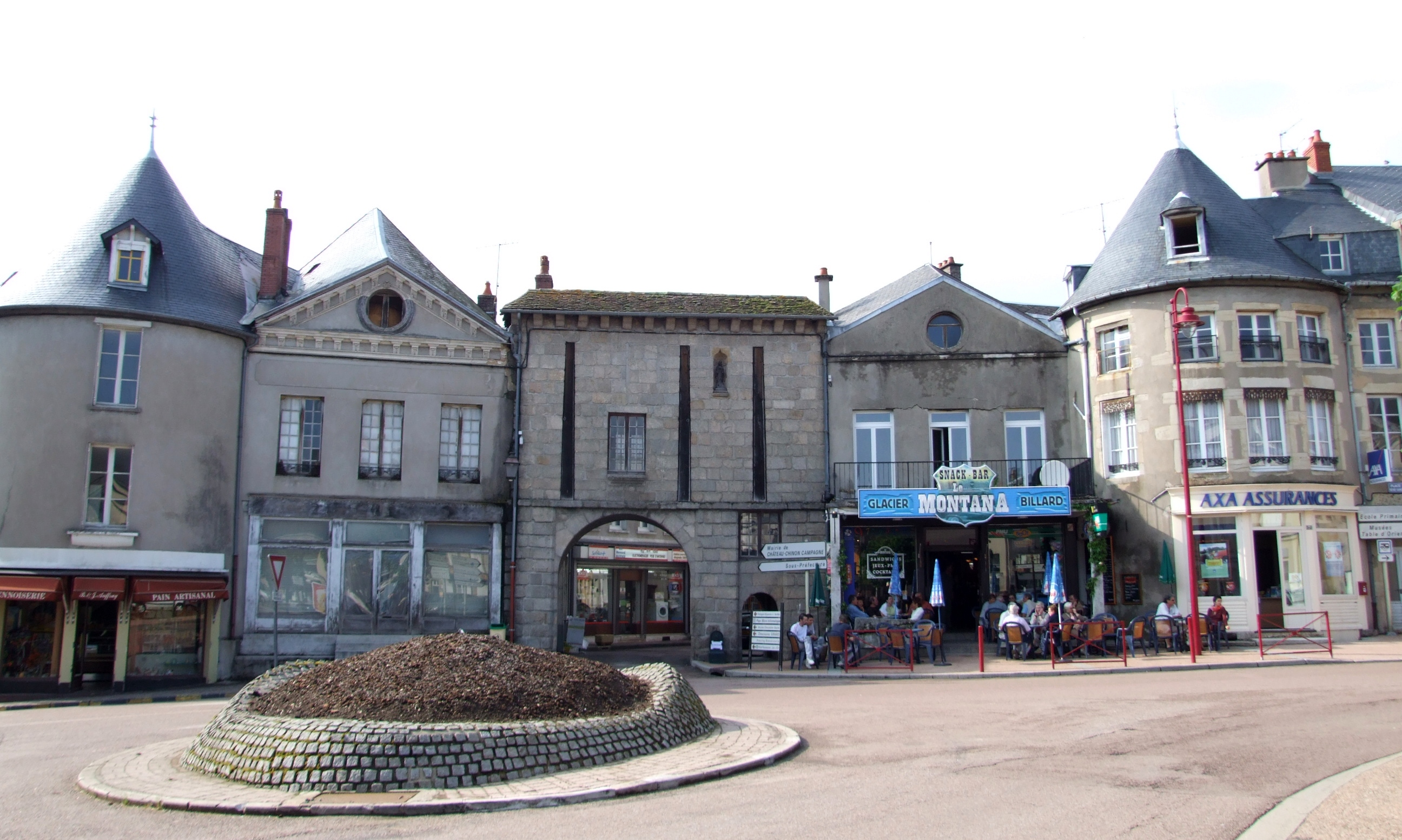
샤토시농 성

샤토시농(프랑스어: Château-Chinon, 정식 명칭: 샤토시농 (빌)(Château-Chinon (Ville))은 프랑스 부르고뉴 니에브르주에 위치한 도시로 면적은 4.28km2, 인구는 2,167명(2008년 기준), 인구 밀도는 510명/km2이다.
1981년부터 1995년까지 프랑스의 대통령을 역임했던 프랑수아 미테랑은 1959년부터 1981년까지 샤토시농 시장을 역임했다.

시 문장